# Paroisse de Cardwell
Pour les articles homonymes, voir Cardwell.
La paroisse de Cardwell est à la fois une paroisse civile et un ancien district de services locaux (DSL) canadien du comté de Kings, située au sud du Nouveau-Brunswick. Dans le cadre de la réforme de la gouvernance locale du 1er janvier 2023, le territoire du DSL a été réparti entre le village de Three Rivers et le district rural de Kings.

## Toponyme

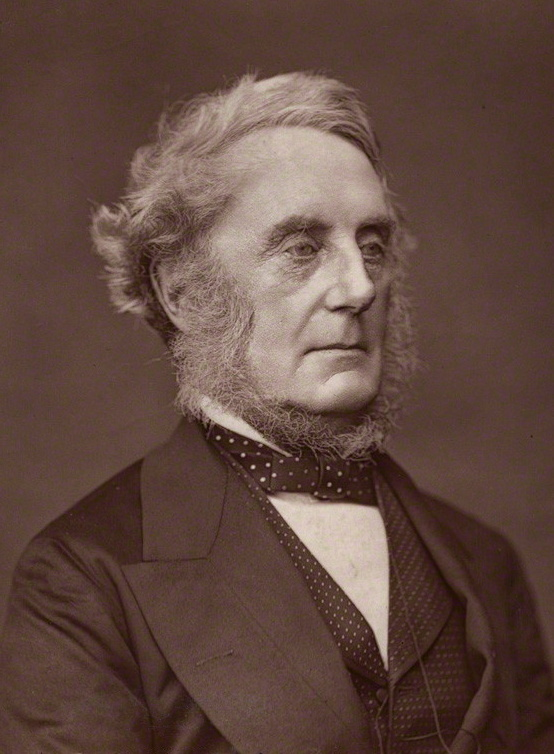
Edward Cardwell.

Cardwell est nommé ainsi en l'honneur d'Edward Cardwell (1813-1886), secrétaire d'État aux colonies de 1864 à 1868.

## Géographie

### Villages et hameaux
La paroisse comprend les hameaux suivants : Anagance, Crockets Corner, Five Points, Harper Settlement, Lindys, McCully, Mechanic Lake, Mechanic Settlement, Penobsquis, Portage Vale, South Branch et Springdale.

## Histoire
Mechanic Settlement est fondé en 1842, lors d'une crise économique, par 237 mécaniciens de Saint-Jean, membres de la St. John Association, par quelques autres de Sussex ainsi que par 24 squatteurs se trouvant déjà à cet endroit lors du lotissement. Lorsque l'industrie s'est rétablie, quelques colons sont retournés à Saint-Jean.
Anagance est fondé en 1858, par l'expansion des localités environnantes.
La municipalité du comté de Kings est dissoute en 1966. La paroisse de Cardwell devient un district de services locaux en 1967.

## Démographie
(juillet 2016).
D'après le recensement de Statistique Canada, il y avait 1382 habitants en 2001, comparativement à 1422 en 1996, soit une baisse de 2,8 %. La paroisse compte 674 logements privés, a une superficie de 311,72 km² et une densité de population de 4,4 habitants au km².
| 2001  | 2006  | 2011  | 2016  |
| ----- | ----- | ----- | ----- |
| 1 382 | 1 479 | 1 414 | 1 353 |

## Administration

### Comité consultatif
En tant que district de services locaux, Cardwell est administré directement par le Ministère des Gouvernements locaux du Nouveau-Brunswick, secondé par un comité consultatif élu composé de cinq membres dont un président. Il n'y a actuellement aucun comité consultatif.
La présidente du DSL est Christine Bell.

### Commission de services régionaux
La paroisse de Cardwell fait partie de la Région 8, une commission de services régionaux (CSR) devant commencer officiellement ses activités le 1er janvier 2013. Contrairement aux municipalités, les DSL sont représentés au conseil par un nombre de représentants proportionnel à leur population et leur assiette fiscale. Ces représentants sont élus par les présidents des DSL mais sont nommés par le gouvernement s'il n'y a pas assez de présidents en fonction. Les services obligatoirement offerts par les CSR sont l'aménagement régional, l'aménagement local dans le cas des DSL, la gestion des déchets solides, la planification des mesures d'urgence ainsi que la collaboration en matière de services de police, la planification et le partage des coûts des infrastructures régionales de sport, de loisirs et de culture; d'autres services pourraient s'ajouter à cette liste.

### Représentation et tendances politiques
Nouveau-Brunswick : Cardwell fait partie de la circonscription provinciale de Kings-Est, qui est représentée à l'Assemblée législative du Nouveau-Brunswick par Bruce Northrup, du Parti progressiste-conservateur. Il fut élu en 2006 et réélu en 2010. Le hameau de Portage Vale fait quant à lui partie de la circonscription provinciale de Petitcodiac, qui est représentée par Sherry Wilson, du Parti progressiste-conservateur. Elle fut élue en 2010.
 Canada : Cardwell fait partie de la circonscription fédérale de Fundy Royal, qui est représentée à la Chambre des communes du Canada par Rob Moore, du Parti conservateur. Il fut élu lors de la 38e élection générale, en 2004, puis réélu en 2006 et en 2008.

## Économie
Entreprise Fundy, membre du Réseau Entreprise, a la responsabilité du développement économique.
La mine Penobsquis est une mine de potasse et de sel opérée par la Potash Corporation of Saskatchewan. Elle emploie 330 personnes en 2010.

## Infrastructures et services
Le DSL est inclus dans le territoire du sous-district 9 du district scolaire Francophone Sud. L'école Samuel-de-Champlain de Saint-Jean est l'établissement francophone le plus proche alors que les établissements d'enseignement supérieurs les plus proches sont dans le Grand Moncton.
Penobsquis possède une caserne de pompiers. Les détachements de la Gendarmerie royale du Canada les plus proches sont à Petitcodiac et à Sussex. Le bureau de poste le plus proche est quant à lui à Sussex.
Les anglophones bénéficient du quotidien Telegraph-Journal, publié à Saint-Jean, et du Kings County Records, de Sussex. Les francophones bénéficient quant à eux du quotidien L'Acadie nouvelle, publié à Caraquet, ainsi que l'hebdomadaire L'Étoile, de Dieppe.

## Culture

### Personnalités
- Sir Ezekiel McLeod (1840-1920), avocat et homme politique, né à Cardwell ;
- Catharine Morton (1837-1892), militante laïque et militante de la tempérance, née à Penobsquis.

### Architecture et monuments
Un pont couvert traverse la rivière Kennebecasis à Malone, le long du chemin Goshen. Il fut construit en 1911 et mesure 17,7 mètres de long.
Il y a deux attractions de bord de route à Penobsquis: une sculpture représentant un chef cuisinier servant un hamburger ainsi que « Blowhard », le cheval squelettique.

### La paroisse de Cardwell dans la culture
Anagance fait l'objet d'un poème dans le recueil de poésie La terre tressée, de Claude Le Bouthillier.